# عبد القادر بن مسعود
عبد القادر بن مسعود (1905 - 14 يونيو 1949) هو قائد عسكري وفدائي معركة «قلعة قاهرة سبها» في ليبيا ضد الاستعمار الفرنسي لإقليم فزان، والذي امتد من عام 1943 وحتى استقلال ليبيا في نهاية 1951.

## حياته ونشأته
عبد القادر بن مسعود الفجيجي ولد في بلدة الفجيج بوادي الآجال سنة 1905، تعلّم في زاوية سيدي ميزران بمدينة طرابلس، درّس في قرية أبي عيسى بالزاوية أو بالجميل، وكان حافظا للقرآن ومعلما بالكتاتيب، عمل معلما بمدينة أوبارى.

## نضاله
انتفض على الإيطاليين الذين كانوا يستعمرون ليبيا في ذلك الوقت، فقبض عليه الإيطاليون وأودعوه السجن، غير أن جهود البعض من وجهاء وادي الآجال أثمرت بإطلاق سراحه فعاد إلى قريته الفجيج ليتوارى عن مراقبة عيون الإطاليين، وملاحقة جواسيسهم، ولّماغفلت عنه المراقبة، وفترت الملاحقة، توجه إلى مدينة جرمة ليشتغل بالإمامة والإقراء بمسجد توسكن بمدينة جرمة الأثريّة، وبعد أربعة سنين متواصلة، في وادي الآجال بإقليم فزان، حيث شظف العيش، وقلة الزاد، وبساطة العيش، تفاجأ الإقليم باجتياح فرنسي في العام 1943، ليبدأ التسلط الاستبدادي، أو ما عرف بسياسات الإغلاق والترهيب، وقد ضاق الناس ذرعا بتلك الممارسات. وكان من بين الداعين لرفض تلك الممارسات.
كان الفجيجي من بين الداعين لرفض الممارسات الاستعمارية الفرنسية، وأثناء التدريس في منطقة «أبو قدقود» بوادي الشاطئ، بدأ الدعوة إلى الانتفاض ضد المستعمر الفرنسي، وانضم إلى الجمعية الوطنية السرية بفزان.
طرح بن مسعود فكره الثوري على أهل القرية، ودعاهم إلى ضرورة تنفيذ عمل فدائي عسكري، لينضم إليه بعض الأتباع، ثم عاد إلى قريته بوادي الآجال، واغتنم فرصة وجوده بالتجنيد للمهمة من خلال إلقاء الدروس الدينية التي تحض على مقارعة المستعمر.
ولقيت دعوة القائد الجنوبي ترحيبا بين تلاميذه وأهل الواحات، واختار للمهمة خمسون رجلاً معظمهم من قريتي الفجيج وتكركيبه، وكانت الوجهة والهدف مهاجمة المركز الإداري للإقليم والحامية الفرنسية في «قلعة قاهرة سبها».

## مقتله
بدأ الشيخ بن مسعود وأتباعه يشقون طريقهم نحو مدينة سبها، كانت خطة المعركة تقضي بالتسلل إلى قلعة سبها تحت ستار زيارة ضريح سيدي عبدالله وإقامة احتفالية الذكر حول قبره الكائن جوار القلعة، ووافقت السلطات الفرنسية على منح الإذن عن طريق الشيخ عبد الرحمن البركولي، الذي كان حلقة الوصل مع السلطات السياسية الفرنسية في سبها. وبعد صلاة الفجر الخميس 14 من يونيو العام 1949، توجهوا نحو بوابة القلعة الرئيسية. وكان تسليح مجموعة الخمسين مجاهدا لا تتعدى ثلاث بنادق إيطالية قديمة، قفزوا من أعلى الجدران، وتحت وابل رصاصات الاستعمار، قتل عبد القادر وقتل الرفاق الخمسون بغدر الفرنسيين،.لكن البكاي أصيب بجرح، وما إن تبين لأحدهم أن البكاي على قيد الحياة صوب بندقيته نحوه، وكاد أن يجهز عليه، لكن الضابط كوناي طلب منه التوقف، وأمر بأخذه أسيرا. فيما عمد الفرنسيون إلى التمثيل بجثث الشهداء، إذ ربطوهم بالحبال من أرجلهم، وجروهم على الأرض، ثم جمعوهم في حفرة، وسكبوا عليهم البنزين، وأشعلوا النار.